# Ория (Пулия)
Вижте пояснителната страница за други значения на Ория.
Ория (на италиански: Oria) е град и община в провинция Бриндизи, регион Апулия, Южна Италия.
Има 15 385 жители (31 декември 2009) и се намира на древния път Виа Апиа.
Градът е основан през древността с името Hyria, Uria, Hyrium от илирийското племе месапи от групата япиги.

## Личности
През 1725 г. тук е роден архитектът и писател от неокласицизма Франческо Милизия.

## Снимки
- Катедралата на Ория
- Герб на „Стауферите“ в зала на замъка „Свево“
- Замъкът „Свево“